# Filip Adamski
Filip Adamski, född 5 januari 1983 i Wrocław i Polen, är en tysk roddare. Han var en del av laget som vann guld i herrarnas åtta i OS London 2012. Han blev även världsmästare i herrarnas åtta 2009 i Poznań, och tagit silver och bronsmedalj i två andra världsmästerskap.